# Élues des zones périurbaines du Sénégal
Pour les articles homonymes, voir Sénégal (homonymie).

Drapeau du Sénégal

Les élues des zones périurbaines du Sénégal, désignent les femmes élues à des fonctions locales (conseillères municipales, maires adjoints ) dans les espaces situés entre les centre urbains et les zones rurales. Ces zones, en pleine croissance démographique et urbanisation rapide, posent des défis particuliers en matière de gouvernance locale et d'inclusion des femmes dans le sphère politique.

## Contexte des zones périurbaines au Sénégal
Au Sénégal, les zones périurbaines entourent les grandes villes comme Dakar. Elles sont caractérisées par une densité démographique croissante,  un accès limité aux services publics et une forte hétérogénéité socio-économique. L'urbanisation non planifiée y accentue les inégalités sociales et renforce les tensions entre tradition rurales et modernité urbaine.

## Accès des femmes à la politique locale
L'adoption de la loi sur la parité en 2010 a marqué une avancée majeur pour la participation des femmes en politique. Cette loi impose une alternance stricte entre hommes et femmes sur les listes électorales. En conséquence, la représentation féminine au niveau local a considérablement augmenté. Cependant, dans les zones périurbaines, les élues demeurent souvent minoritaires dans les instances décisionnelles clés.

## Rôle et profil
Les femmes élues des zones périurbains sont majoritairement issues des milieux associatifs. Elles s'engagent activement dans les domaines de santé, de l'éducation, de l'environnement et de la la cohésion sociale. Certaines jouent un rôle cruciale dans la médiation des conflits communautaires, l'accès à l'eau, ou la gestion des déchets. Malgré cela, leur influence politique reste par fois limitée par les logiques partisanes dominantes et les rapports de pouvoir genres.

## Défis rencontrés
Les élues des zones périurbaines font face à de nombreux obstacles:
- Manque de formation politique et technique
- Faible accès au ressources financières
- Pression socioculturelles et familiales
- Discriminations sexistes dans les partis politiques

Ces défis entravent leur pleine participation à la gouvernance local et leur capacité à influencer les politiques.

## Initiatives et perspectives
Des ONG soutiennent ces élues à travers des formations, des plaidoyers et des échanges d'expériences. Le programme « Femme et leadership local »  de l ' Union européenne a aussi contribué à renforcer leur visibilité et leur efficacité. A terme, une meilleure reconnaissance institutionnelle et une transformation des mentalité restent nécessaire pour garantir  une réelle égalités de pouvoir entre hommes et femmes dans les zones périurbaines.